# فهرست میراث جهانی در جمهوری ایرلند
میراث جهانی در ایرلند تا تاریخ ۲۰۲۵ شامل دو اثر ثبت شده در کشور جمهوری ایرلند (ایرلند جنوبی) است که توسط میراث جهانی ثبت شده است.
سایت‌های سازمان میراث جهانی آموزشی، علمی و فرهنگی سازمان ملل متحد، یونسکو، مکان‌هایی هستند که دارای اهمیت فرهنگی یا طبیعی هستند، همان‌طور که در پیمان‌نامه میراث جهانی، که در سال ۱۹۷۲ تأسیس شده، شرح داده شده است. ایرلند این پیمان‌نامه را در دوشنبه، ۱۶ سپتامبر ۱۹۹۱ پذیرفت و از آن هنگام، مکان‌های طبیعی و فرهنگی ایرلند واجد شرایط برای گنجانده شدن در فهرست میراث جهانی هستند.
نخستین اثر ایرلند در سال ۱۹۹۳ آرامگاه‌های دره بوین بود که شامل سه بنای سنگی پیشاتاریخی است که در کنارهٔ رود بوین قرار گرفته‌اند. اثر دیگر اسکیلیگ میچل نام دارد که یک صومعه دورافتادهٔ مسیحیان اولیه در ایرلند است و حدود ششصد سال، در منطقه‌ای پرت دِیرِ عُزلتِ راهبان ایرلندی بود.

## میراث جهانی
یونسکو سایت‌ها را با ده معیار فهرست می‌کند. هر ورودی باید حداقل یکی از معیارها را داشته باشد.
| # | نگاره                              | نام                                                | موقعیت | سال ثبت | ش ثبتمعیارها    | شرح | منبع  |
| ۱ | یک ساختار سنگی یادبود در وسط میدان | آرامگاه‌های دره بوین – گروه باستان‌شناسی در پیچ بوین | میث    | ۱۹۹۳    | ۶۵۹(i)(iii)(iv) | سه مکان اصلی پیشاتاریخی دوران نوسنگی در این مجموعه عبارتند از نیوگرنج، کنؤث و دوث، که همگی در ساحل شمالی رودخانه بوین و در فاصلهٔ ۵۰ کیلومتری شمال دوبلین واقع شده است. این مجموعه بزرگ‌ترین و مهم‌ترین مکانی است که هنر خرسنگی ماقبل تاریخی گرد هم قرار گرفته‌اند. بناهای مذکور در آنجا عملکردهای اجتماعی، اقتصادی، مذهبی و تدفین داشتند و بخشی از آرامگاه‌های عبوری در ایرلند هستند. | [ ۴ ] |
| ۲ | قلهٔ جزیرهٔ صخره‌ای در میانهٔ دریا     | اسکیلیگ میچل                                       | کری    | ۱۹۹۶    | ۷۵۷(iii)(iv)    | این صومعه، یک نمونه برجسته و از بسیاری جهات منحصر به فرد است؛ نمونه ای از یک سکونتگاه رهبانی اولیه مسیحیت سلتی است که عمداً در قلهٔ یک کوه هرمی‌شکل درون اقیانوس قرار گرفته است و به دلیل شرایط جغرافیایی ویژه‌اش به خوبی حفظ شده است. به مدت ۶۰۰ سال، این صومعه یک محل زندگی برای راهبان مسیحی ایرلندی بود و عزلت و کناره‌جویی راهبان در آن عصر را به خوبی نشان می‌دهد.                | [ ۵ ] |

## فهرست آزمایشی
افزون بر سایت‌های موجود در فهرست میراث جهانی، کشورهای عضو می‌توانند فهرستی از سایت‌های آزمایشی را که ممکن است برای نامزدی در نظر بگیرند، در این فهرست قرار دهند. نامزدها در فهرست میراث جهانی تنها در صورتی پذیرفته می‌شوند که سایت پیش‌تر در فهرست آزمایشی قرار داشته باشد.
ایرلند ۳ نامزد در این فهرست دارد.
| # | نگاره                                 | نام                                                                     | موقعیت     | سال ثبت | ش ثبتمعیارها      | شرح | منبع         |
| ۱ | بقایای قلعه روی تپه                   | محل‌های سلطنتی در ایرلند: کشل، دون آیلین، تپه اویسنیچ، راثکروگن و تیمایر | چندین سایت | ۲۰۱۰    | ۵۵۲۸(iii)(iv)(vi) | سایت‌های سلطنتی در این پیشنها شامل محل‌هایی است که مراسم تحلیف سلطنتی، تشریفات و نمادهای هر یک از چهار استان ایرلندی بودند: اولستر، لینستر، مونستر و کانوت به علاوهٔ منطقه میث. قلعه ناوان به عنوان سایت سلطنتی شاهان اولستر (که این مورد در ایرلند شمالی و پادشاهی متحده قرار دارد)، دون آیلین برای شاهان لینستر، کشل برای شاهان مونستر، راثکروگن برای شاهان کانوت و همچنین تارا تخت شاهان میث و کرسی پادشاهان بزرگ ایرلند بود. علاوه بر این، تپه اویسنیچ به‌طور سنتی مرکز ایرلند شناخته می‌شود و جایی است که این پنج استان به همدیگر می‌رسیدند. این محل‌ها به شدت با اسطوره و افسانه مرتبط هستند و از دوران نوسنگی، برنز، آهن و مسیحیت اولیه بر جای مانده‌اند. | [ ۷ ]        |
| ۲ | خورشید برفراز مقبره ملکه مائه‌وه       | چشم‌انداز گورهای معبری شهرستان اسلایگو                                   | اسلایگو    | ۲۰۲۳    | ۶۶۳۵(iii)(iv)     | چشم‌انداز مقبره‌های عبوری در شهرستان اسلایگو را می‌توان به عنوان یک گروه از این نوع آرامگاه‌ها دانست که این بخش خاص در سواحل شمالی قرار دارند. این مناطق دارای بناهای تاریخی متراکمی هستند. این دو کانونه ۲۳ کیلومتر (۱۴ مایل) از هم فاصله جغرافیایی دارند و توسط رودخانه اونشین به هم وصل می‌شوند، ولی یک تعامل صمیمی و پویا بین چشم‌انداز، آیین و پیوندهای اجدادی دو منطقه وجود داشته است. | [ ۸ ]        |
| ۳ | ایستگاه کابل و اقامتگاه جزیره والنتیا | گروه کابل‌های گذرنده از اقیانوس اطلس                                     | کری        | ۲۰۲۳    | ۶۶۳۱(ii)(iv)      | شامل دو تا از اولین ترمینال‌های کابل تلگراف دائمی در جهان است که ارتباطات در مسافت طولانی را متحول کردند. پایانه شرقی، ایستگاه کابل ترنس آتلانتیک والنتیا، در سال ۱۸۶۸ ساخته شد و پایانه غربی، ایستگاه کابل محتوای هارتز، در سال ۱۸۷۶ به پایان رسید. دو سایت در دهه ۱۹۶۰ به هم متصل شدند اما هنوز هم تجهیزات اصلی تا حد زیادی دست نخورده حفظ شده‌اند. | [ ۹ ] [ ۱۰ ] |